# Spirale de Cotes
Les spirales de Cotes forment une famille de courbes planes dont beaucoup sont des spirales étudiées par le mathématicien et physicien Roger Cotes quand il s'est intéressé au mouvement à force centrale inversement proportionnelle au cube de la distance.
Éliminant implicitement les cas triviaux du cercle et du mouvement rectiligne, Cotes distingue 5 types de trajectoires:
1. les spirales de Poinsot bornées
2. les spirales logarithmiques
3. les spirales de Poinsot à asymptote
4. les spirales hyperboliques
5. les épis

Les cinq cas détaillés par Roger Cotes
Cas 1 : spirale de Poinsot de type borné.
Cas 2 : spirale logarithmique
Cas 3 : spirale de Poinsot de type asymptotique.
Cas 4 : spirale hyperbolique.
Cas 5 : épi.

Il signale que Newton a, quant à lui, déjà évoqué les cas 1 et 5, dans ses Principia, livre 1, section VIII, proposition XLI ,.

## Étude cinématique
Puisque le mouvement est à force centrale, il est plan et vérifie la loi des aires.
En coordonnées polaires, cela se traduit par
 {\displaystyle r^{2}{\dot {\theta }}=h}
où h est constant.
La force étant inversement proportionnelle au cube du rayon, il existe une constante μ telle que
{\displaystyle {\ddot {r}}-r{\dot {\theta }}^{2}=-{\frac {\mu }{r^{3}}}}
c'est-à-dire
{\displaystyle {\ddot {r}}={\frac {h^{2}-\mu }{r^{3}}}.}

### Étude de la trajectoire
Si h est nul, l'angle θ est constant et le mouvement est donc rectiligne.
Dans le cas contraire, {\displaystyle {\dot {\theta }}} est non nul. Le principe consiste alors à déterminer l'expression de u = 1/r en fonction de θ en remplaçant {\displaystyle {\dot {\theta }}} par hu² et en dérivant deux fois par rapport à θ .
{\displaystyle {\frac {\mathrm {d} u}{\mathrm {d} \theta }}={\frac {\mathrm {d} u}{\mathrm {d} r}}{\frac {\mathrm {d} r}{\mathrm {d} \theta }}=-{\frac {\dot {r}}{r^{2}{\dot {\theta }}}}=-{\frac {\dot {r}}{h}}}
{\displaystyle {\frac {\mathrm {d^{2}} u}{\mathrm {d} \theta ^{2}}}=-{\frac {\ddot {r}}{h{\dot {\theta }}}}=-{\frac {\ddot {r}}{h^{2}u^{2}}}=\left({\frac {\mu }{h^{2}}}-1\right)u}
On obtient une équation différentielle linéaire d'ordre deux, homogène, dont les solutions dépendent du signe de {\displaystyle \mu -h^{2}}. En posant {\displaystyle \omega ={\sqrt {\left|{\frac {\mu }{h^{2}}}-1\right|}}}, on distingue trois cas :
1. si {\displaystyle \mu >h^{2}}, u s'exprime comme combinaison linéaire de fonctions exponentielles. L'orbite est alors une spirale de Poinsot. Sa forme (bornée, logarithme ou avec asymptote) dépend des conditions initiales ;
2. si {\displaystyle \mu =h^{2}}, u est fonction affine de θ , ce qui donne pour une fonction non constante une spirale hyperbolique, et pour une fonction constante un cercle ;
3. Si {\displaystyle \mu <h^{2}}, il existe A et φ tel que {\displaystyle u=A\cos(\omega \theta +\varphi )} et l'orbite est un épi.

### Étude de la distance en fonction du temps
La conservation de l'énergie totale (énergie cinétique plus énergie potentielle) permet d'exprimer r2 comme fonction du second degré en t . On peut montrer ainsi que dans le cas où {\displaystyle \mu -h^{2}\geq 0} et pour un mouvement non circulaire, le déplacement se fait dans un temps borné inférieurement, ou borné supérieurement ou, dans le cas d'une trajectoire de Poinsot bornée, dans un temps fini.